# Pasta con le sarde
La pasta amb sardines (pasta chî sardi o pasta cche sardi en sicilià, pasta con le sarde en italià) és un plat típic tradicional de la cuina siciliana, en concret de les ciutats italianes de Palerm (nord-oest de Sicília) i Messina (nord-est). El plat es prepara amb pasta, que pot ser de diferents tipus (generalment busiate o bucatini) amb sardines fresques tallades a trossos, bastant fonoll bullit i una mica d'anxoves, ceba, safrà, panses i pinyons, pa ratllat, oli d'oliva i de vegades un rajolí de vi blanc. A Sicília és molt típic, com en aquest plat, d'acabar els plats cobrint-los amb una capa de pa ratllat prèviament saltat a la paella per enrossir-lo.
Es tracta d'un plat molt antic. És de suposar que té variants a tota la Itàlia meridional; per exemple a Catània (oest de Sicília) s'empra aladroc en lloc de sardina. En Messina no s'utilitza safrà en la preparació.